# Bukit Pamewa
Bukit Pamewa is een bestuurslaag in het regentschap Kepulauan Mentawai van de provincie West-Sumatra, Indonesië. Bukit Pamewa telt 484 inwoners (volkstelling 2010).